# 宇治郷毅
宇治郷 毅（うじごう つよし、1943年 - ）は日本の図書館員、国会職員、研究者。
第17代国立国会図書館副館長。元同志社大学社会学部教授。

## 略歴
岡山県倉敷市生まれ。1966年同志社大学法学部卒業、1968年同大学大学院法学研究科修士課程修了。同年国立国会図書館に入館し、2001年2月28日同館副館長（2003年2月28日まで）。
2006年同志社大学社会学部教授に就任、司書課程やアジア教育文化学の科目を担当し、2013年3月定年退職。
2024年3月時点では、国立国会図書館OB会の会長を務める。

## 著作
単著
- 『詩人尹東柱への旅 : 私の韓国・朝鮮研究ノート』緑蔭書房, 2002.1
- 『石坂荘作と「基隆夜学校」 : 日本統治期台湾における一私立学校の歩み』宇治郷毅, 2005.4
- 『石坂荘作の教育事業 : 日本統治期台湾における地方私学教育の精華』晃洋書房, 2013.2

編著
- 『同志社と韓国人留学生 : 「新島精神」に生きる群像』宇治郷毅, 2016.11
- 『友愛 : 倉敷市立中庄小学校 (昭和30年卒) ・倉敷市立中庄中学校 (昭和33年卒) 同窓会始末記』宇治郷毅, 2024.7